# Hamilton Smith (géologue)
Hamilton Smith était un géologue américain recruté par la banque d'Edmond de Rothschild, qui a joué un rôle décisif dans l'essor des mines de diamant puis d'or en Afrique du Sud.

## Biographie
Après avoir travaillé dans les mines d'argent du Comstock Lode, au Nevada, Hamilton Smith devient président, dans les années 1870, de la "North Bloomfield hydraulic mine" en Californie, et il envoie une invitation à visiter ses opérations au baron Edmond de Rothschild. Après leur rencontre, Hamilton Smith devient le consultant minier des Rothschild à Paris et Londres, où il est basé et où il recrute un autre ingénieur minier américain, Edmund De Crano, avec qui il forme la "London Exploration Company".
C'est sur des recommandations de De Crano que Rothschild a donné à Cecil Rhodes les financements pour contrôler tout le diamant du Kimberley en Afrique du Sud. La "London Exploration Company" recrute aussi Gardner Williams en Californie, pour les travaux miniers sur l'or dans le Transvaal.
Le boom de l'or et de l'argent-métal pendant la Conquête de l'Ouest et surtout la précieuse expérience acquise lors du percement de mines en profondeur sur le Comstock Lode du Nevada, dans les années 1860 et les années 1870, avaient draîné vers ce secteur de nombreux talents. À partir de 1876, 14 institutions d'enseignement des techniques minières existaient aux États-Unis. Plusieurs de ses diplômés jugent cependant encore nécessaire de compléter leur formation par un passage à la prestigieuse Royal Saxony Mining Academy en Allemagne, mais en 1886, Richard Rothwell, réacteur en chef de l'Engineering Mining Journal, souligne que chaque année l'expérience et l'expertise des ingénieurs américains les rend plus efficaces et reconnus. Autre figure de cette "école américaine" le californien John Hays Hammond, diplômé de Yale et de l'école de Freiberg, recruté en Afrique du Sud par Barney Barnato. Cecil Rhodes lui offre un salaire de 12 000 sterling par an et suit ses conseils de se reconvertir dans l'exploration minière en grande profondeur, en montant au capital de la Robinson Deep Mine en 1894.
Un autre ingénieur américain, Hennen Jennings, racontera en 1897 devant la "Transvaal Mining Industry Commission", comment en 1889, de retour du Venezuela il est recruté par la Wernher, Beit & Co à Londres et leur conseille de se tourner vers l'expérimenté Hamilton Smith. Celui-ci devient l'envoyé de la Banque Rothschild en Afrique du Sud en 1892. Il rédige un rapport très suivi, publié par le Times de Londres en janvier 1892 et traduit en français dans La Revue sud-africaine en mai 1873.
D'autres spécialistes publient alors des ouvrages sur la géologie sud-africaine. « Il y aura profit à pousser jusqu'à 1 200 mètres la profondeur des puits », rapporte, début 1894, Karl Schmeisser, ingénieur des mines, envoyé du gouvernement de Prusse, selon qui le gisement sud-africain peut rapporter 349 millions de sterling sur 14 ans au minimum, soit 8 à 10 milliards de francs de 2001, un montant supérieur à l'estimation de 325 millions de sterling effectuée en 1892 par Hamilton Smith.
Hamilton Smith et les autres ingénieurs américains ont introduit en Afrique du Sud, souvent en les testant pour la première fois, des techniques minières plus efficaces pour l'exploration en grande profondeur, caractéristique du gisement aurifère sud-africain, en particulier à la "Robinson Deep Mine", qui bat des records mondiaux de profondeur dès 1906 à 800 mètres sous terre. Les puits sont inclinés, alimentés par de l'électricité, et irrigués. Pour mutualiser les connaissances et expériences, et valoriser leurs détenteurs, de nombreuses associations sont créées, comme la "South African Association of Engineers and Architects" en 1891, l"Association of Mine Managers" en 1892, et l'"École sud-africaine des mines" en 1896.